# Jeff Alu
| Asteroidi scoperti: 22                                   | Asteroidi scoperti: 22 |
| -------------------------------------------------------- | ---------------------- |
| 4132 Bartók                                              | 12 marzo 1988          |
| 4221 Picasso                                             | 13 marzo 1988          |
| 5230 Asahina                                             | 10 marzo 1988          |
| 5639 Ćuk [1]                                             | 9 agosto 1989          |
| (6037) 1988 EG                                           | 12 marzo 1988          |
| 6335 Nicolerappaport [1]                                 | 5 luglio 1992          |
| (6382) 1988 EL                                           | 14 marzo 1988          |
| (6611) 1993 VW [1]                                       | 9 novembre 1993        |
| (7825) 1991 TL1                                          | 10 ottobre 1991        |
| (9058) 1992 JB [2]                                       | 1º maggio 1992         |
| (10115) 1992 SK [1]                                      | 24 settembre 1992      |
| (10302) 1989 ML [1]                                      | 29 giugno 1989         |
| (11279) 1989 TC [1]                                      | 1º ottobre 1989        |
| (13030) 1989 PF [1]                                      | 9 agosto 1989          |
| (15704) 1987 SE7 [1]                                     | 20 settembre 1987      |
| (17511) 1992 QN [1]                                      | 29 agosto 1992         |
| (26841) 1991 TY1                                         | 10 ottobre 1991        |
| (27708) 1987 WP [1]                                      | 20 novembre 1987       |
| (43769) 1988 EK                                          | 10 marzo 1988          |
| (48469) 1991 TQ1                                         | 10 ottobre 1991        |
| (52307) 1991 TH1                                         | 12 ottobre 1991        |
| (79186) 1993 QN [1]                                      | 20 agosto 1993         |
| - [1] con Eleanor F. Helin - [2] con Kenneth J. Lawrence |                        |

Jeff T. Alu (1º gennaio 1966) è un astronomo statunitense.
Ha co-scoperto le comete periodiche 117P/Helin-Roman-Alu e 132P/Helin-Roman-Alu.

Ha anche scoperto numerosi asteroidi.
L'asteroide 4104 Alu è stato battezzato in suo onore .